# Antoni Ulryk (książę Saksonii-Meiningen)
Anton Ulrich (ur. 22 października 1687 w Meiningen, zm. 27 stycznia 1763 we Frankfurcie nad Menem) – książę Saksonii-Meiningen. Pochodził z rodu Wettynów. Jego władztwo było częścią Świętego Cesarstwa Rzymskiego Narodu Niemieckiego.
Urodził się jako najmłodszy syn księcia Saksonii-Meiningen Bernarda I i jego drugiej żony księżnej Elżbiety Eleonory z Brunszwiku-Wolfenbüttel. Choć nie był przewidziany do rządów, będąc ostatnim dzieckiem ojca, na tron wstąpił 40 lat po śmierci ojca i po śmierci kolejno, przyrodniego brata Ernesta Ludwika I i jego dwóch synów, następnie bezpotomnej śmierci drugiego przyrodniego brata – księcia Fryderyka Wilhelma 10 marca 1746,
Był dwukrotnie żonaty: z Philippine Elisabeth Cäsar (1686–1744) (był to związek morganatyczny, potomkowie nie mogli więc dziedziczyć tronu), a kiedy nad dynastią zawisła groźba wygaśnięcia, ożenił się z młodszą o 43 lata Charlottą Amalią z Hesji-Philippsthal (1730–1801) i miał z nią ośmioro dzieci. Po jego śmierci następcą został syn – książę Karol Wilhelm.